# Essex Motor Car Company
Essex Motor Car Company war ein US-amerikanischer Hersteller von Automobilen.

## Unternehmensgeschichte
Frank D. Branan, Lawrence W. Cushman und Arthur Hovering gründeten im Frühjahr 1905 das Unternehmen in Boston in Massachusetts. 1906 begann die Produktion von Automobilen. Der Markenname lautete Essex. Es gab eine Zusammenarbeit mit S. R. Bailey & Company. Im gleichen Jahr endete die Produktion. Insgesamt entstanden nur wenige Fahrzeuge.
Es gab keine Verbindung zur Essex Automobile Company und zu Essex (Automarke).

## Fahrzeuge
Das einzige Modell war ein Dampfwagen. Es hatte einen Dampfmotor mit vier Zylindern. Die Motorleistung war mit 15/20 PS angegeben. Das Fahrgestell hatte 272 cm Radstand. Einzige Karosserieform war ein fünfsitziger Tonneau mit seitlichem Einstieg. Der Neupreis betrug 3000 US-Dollar.